# Psilota anthracina
Psilota anthracina är en tvåvingeart som beskrevs av Johann Wilhelm Meigen 1822. Psilota anthracina ingår i släktet sotblomflugor, och familjen blomflugor.
Artens utbredningsområde är Tyskland. Inga underarter finns listade i Catalogue of Life.